# Pirapemas
Pirapemas é um município brasileiro do estado do Maranhão. Sua população de acordo com o a expectativa de população do IBGE em 2008 é de 15.477. Foi berço dos escritores Viriato Corrêa e João Francisco Lisboa.

## História
A palavra pirapemas é de origem indígena e significa “peixe fluvial”. Antigo aldeamento de índios, seu primeiro nome foi mesmo aldeia.
Mais tarde, com a colonização, tornou-se fazendas e sítios onde predominavam culturas agrícolas de arroz, mandioca e algodão e criação de gado. A fixação do primeiro núcleo humano no local onde é hoje o município, só se efetuou muitos anos depois, com a construção da Estrada de Ferro São Luís-Teresina, dando origem, assim, às primeiras edificações de moradores permanentes, ainda que em estilo precário. Edificada a estação e inaugurada a mencionada ferrovia, surgiu a primeira rua ou avenida (Beira-Linha) e depois outras ruas, praças e travessas, até transforma-se, sucessivamente, em arraial, povoado, vila e atualmente cidade.
Presentemente Pirapemas muito se tem desenvolvido, apresentando numerosas casas cobertas de telhas, sendo, porém a maioria de palhas. Possui uma linda capela dedicada a Nossa Senhora da Conceição (padroeira do município), agência Postal, ótimo Mercado Público, uma Escola Agrupada na sede e diversas Escolas Singulares do Ensino Primário.
A povoação original, em forma de sítio, ou fazenda, era na margem direita, no lugar ainda hoje denominado Pirapemas-Velha, de onde se transportaram os seus habitantes para a margem oposta onde fica situada o município (margem esquerda do rio Itapecuru) influenciados pela proximidade da estrada de ferro.
O território de Pirapemas pertenceu, outrota, ao município de Itapecuru-Mirim, passando, em seguida, à jurisdição de Coroatá, do qual fora desmembrado. Criado pela lei estadual nº 821, de 11 de dezembro de 1952, foi instalado em 1º de janeiro de 1953.